# Det Internationale Tribunal for Rwanda
Det Internationale Tribunal for Rwanda med det fulde navn Det internationale tribunal til pådømmelse af folkedrab og andre alvorlige overtrædelser af international humanitær ret begået i Rwanda m.v. er et tribunal nedsat af FN til retsforfølgelse af personer, der har begået krigsforbrydelser mv. under krigen i Rwanda.